# Порфирије Гаски
Свети Порфирије (око 347-420. године) био је епископ гаски.

## Биографија
Родио се у Солуну у богатој породици. Своју младост до двадесетпете године провео је у родном граду, када је напустио родитељски дом и светски живот и удаљио се у Мисирску пустињу. Под старањем духовника, Порфирије се ту замонашио и проведео пет година. Онда је посетио Свету Земљу у друштву са својим другом, иноком Марком. Близу Јерусалима подвизавали су се у некој пештери опет пет година. Тада је, међутим, изгубио снагу у ногама па више није могао ићи. Ипак, пузећи на коленима, он је стално посећивао Божије службе. По веровању, једне ноћи у визији му се јавио сам Бог и исцелио га од болести у ногама, те је постао потпуно здрав. Када је изабран за епископа у Гази, Порфирије се с тешким срцем примио те дужности. У Гази је затекао само 280 хришћана; сви остали житељи су били идолопоклоници, и то врло фанатични. Само својом великом вером и стрпљењем Порфирије је успео да Газане преведе у хришћанство. Морао је лично путовати у Цариград цару Аркадију и патријарху Јовану Златоусту, да тражи потпору у тешкој борби с идолопоклоницима. Жељену потпору је добио. Идолске храмове је затворио, кумире порушио и сазидао цркву са тридесет мермерних стубова. Зидање овог храма помогла је нарочито царица Евдокија. Порфирије је поживео довољно дуго да види цео град Газу преобраћену у хришћанство. Преминуо је 420. године. За њега се верује да је био чудотворац „за живота и после смрти“. Мошти му почивају и сада у Гази.
Православна црква слави га 26. фебруара по црквеном, а 11. марта по грегоријанском календару.